# Bühler (Svizzera)
Bühler (toponimo tedesco) è un comune svizzero di 1 853 abitanti del Canton Appenzello Esterno. Il comune è stato istituito nel 1723 per scorporo da quello di Teufen.

## Origine del nome
Il nome odierno del comune deriva da Ullrich Büllershoff, menzionato per la prima volta nel 1479, mentre la denominazione più antica è Roten.

## Geografia fisica
Bühler si trova tra Teufen e Gais sulla linea delle Appenzeller Bahnen. Comprende la frazione di Steig. Confina con Teufen, Gais, Trogen, Speicher e Schlatt-Haslen in Appenzello Interno. Il comune ha una superficie totale di 561 ettari, di cui 59 ettari sono abitati, 350 dedicati all'agricoltura e 148 boscosi. I restanti 4 ettari appartengono ad aree improduttive.
Si trova a 824 metri sul livello del mare.

## Storia
Nel 1420-1421 Bühler figurava fra i beni amministrati dall'abbazia di San Gallo sotto il nome di Roter rod e faceva parte del baliaggio di Trogen. All'inizio del XVII secolo invece apparteneva alla grande Rhode di Teufen. Sul piano ecclesiastico, nel tardo medioevo Bühler dipendeva da San Gallo, ma nel 1479 fu annesso al nuovo distretto parrocchiale di Teufen, da cui si staccò definitivamente dopo vari tentativi nel 1723, durante i lavori di costruzione della chiesa. Promotore principale dell'autonomia e primo sindaco fu Johannes Hofstetter, titolare della locanda Rössli.

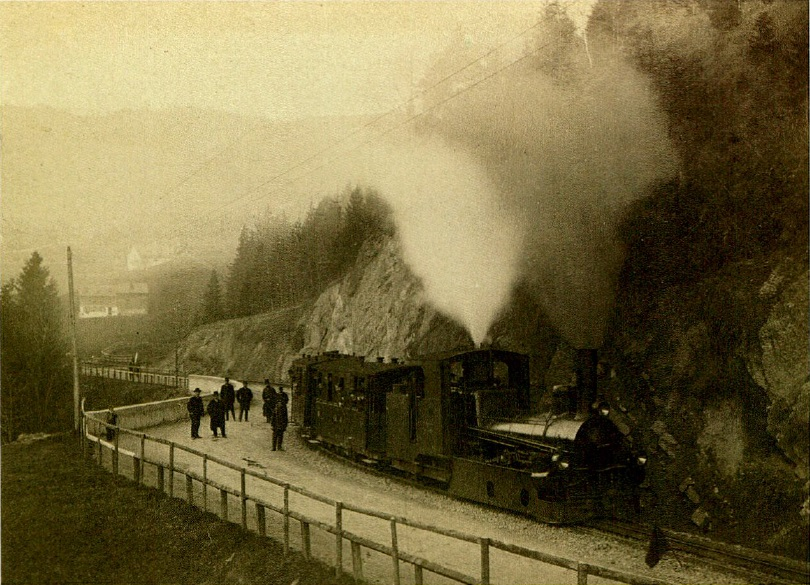
Apertura della linea ferroviaria tra Bühler e Gais in una foto del 1º ottobre 1889

Dal 1870 l'estensione del territorio comunale aumentò grazie all'annessione dei cosiddetti beni esenti situati a sud del Rotbach. Il villaggio, agglomerato intorno alla chiesa e alla casa parrocchiale, nel XIX e XX secolo si sviluppò lungo la strada Gais-Teufen e lungo la nuova strada per Trogen. Sulle rive del Rotbach sono inoltre sorte varie fabbriche, mentre la stazione della linea ferroviaria San Gallo-Gais risale al 1889.
Già nel XVIII secolo a Bühler vi era un'alta percentuale di dimoranti (Beisassen), che godevano di diritti civici limitati: nel 1823 i cittadini erano solo il 37%. Alla lavorazione del cotone, già diffusa su scala protoindustriale, dal 1800 si affiancò la produzione nelle fabbriche, la cui importanza aumentò progressivamente: nel 1829 15 industriali tessili di Bühler davano lavoro complessivamente a 650 persone, di cui 236 nel comune stesso. Vi erano inoltre una stamperia d'indiane, una filanda e un impianto di sbiancatura. Fra i maggiori pionieri del settore industriale vi furono Rudolf Binder e Johann Ulrich Sutter.
Nella prima metà del XIX secolo venne sviluppata l'offerta scolastica e una serie di istituzioni di interesse pubblico: la società di lettura nel 1822, la cassa di risparmio nel 1824, e l'assistenza sanitaria per gli operai nel 1829. Nel 1845 il 60% circa dell'intera popolazione operava nel settore tessile. Dal 1840 ebbe larga diffusione la tessitura a punto piatto. Dopo il 1857 si affermarono i ricami a macchina, ma lo sviluppo del settore fu frenato dal grave crollo economico seguito al 1920. La fondazione della Tisca SA (tessuti per arredamento), del maglificio Eschler SA e di alcune aziende attive nel settore dei mobili ha consentito a Bühler di conservare un carattere industriale: nel 1990 il 64% degli occupati lavorava nel settore secondario.

## Monumenti e luoghi d'interesse
- Chiesa riformata, eretta nel 1723[3].

## Società

### Evoluzione demografica
L'evoluzione demografica è riportata nella seguente tabella:
Abitanti censiti

### Lingue e dialetti
| %     | Ripartizione linguistica (gruppi principali) |
| ----- | -------------------------------------------- |
| 84,2% | madrelingua tedesca                          |
| 3,6%  | madrelingua italiana                         |
| 2,7%  | madrelingua serbo-croata                     |

## Infrastrutture e trasporti

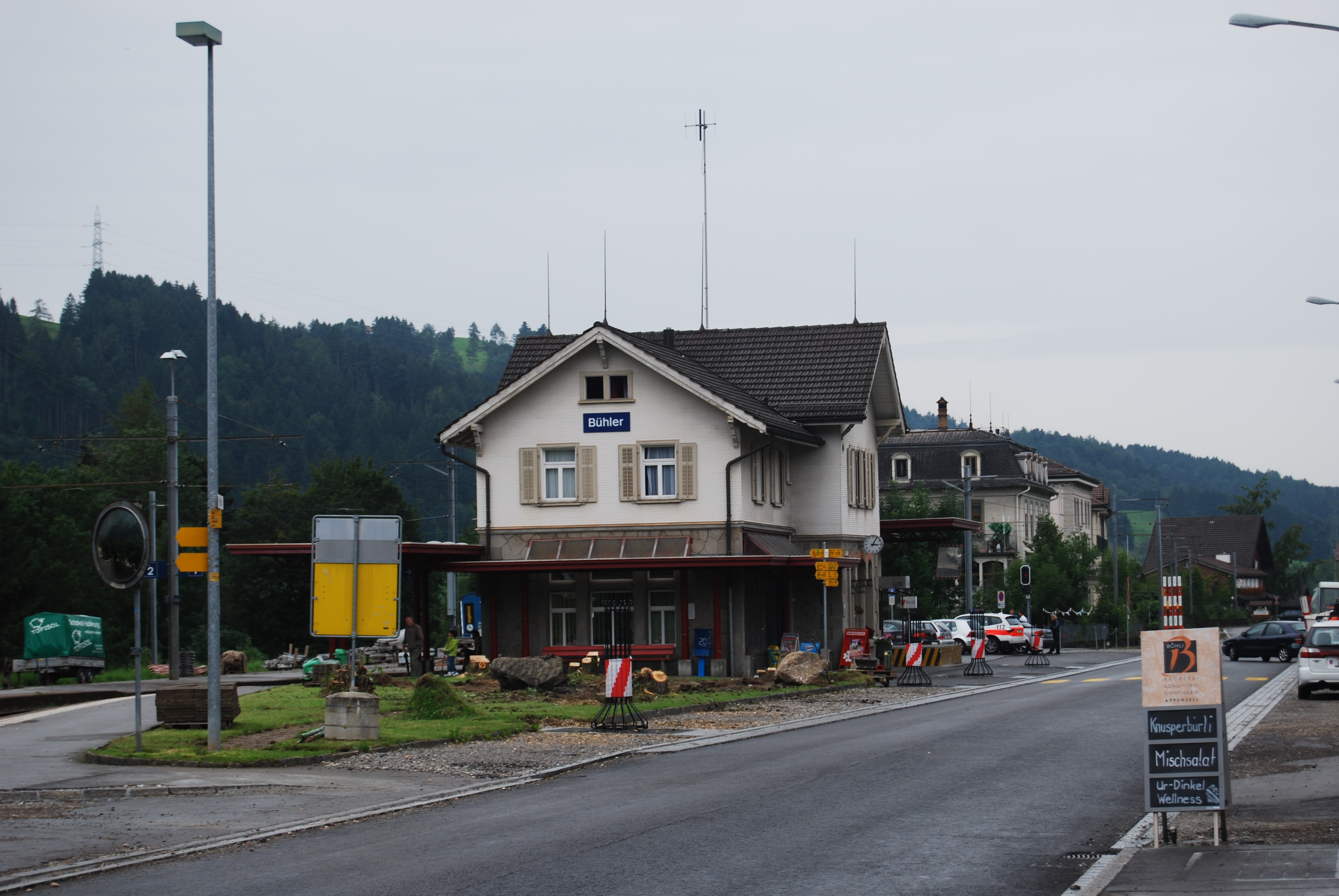
La stazione di Bühler

Bühler è servito dall'omonima stazione e dalla stazione di Steigbach, entrambe sulla ferrovia San Gallo-Gais (linea S22 della rete celere di San Gallo).

## Amministrazione
Ogni famiglia originaria del luogo fa parte del cosiddetto comune patriziale e ha la responsabilità della manutenzione di ogni bene ricadente all'interno dei confini del comune.